# Droga I/39 (Czechy)
Droga krajowa 39 (cz. Silnice I/39) – droga krajowa w południowych  Czechach. Łączy drogę krajową nr 3 pod Czeskimi Budziejowicami z drogą krajową nr 4. Trasa biegnie równolegle do granicy czesko-niemieckiej. Arteria przebiega przez Český Krumlov oraz wzdłuż największego zbiornika wodnego Czech - Zbiornika Lipnowskiego.